# Haus Kremer
Das Haus Kremer ist ein Bauwerk in Darmstadt.

## Geschichte und Beschreibung
Das Haus Kremer wurde im Jahre 1912 nach Plänen des Architekten Wilhelm Koban erbaut.
Bauherr war Heinrich Kremer.
Das Haus im Paulusviertel ist in seiner Form untypisch für Südhessen. Der Entwurf ist bezeichnend für Kobans Entwürfe in der Zeit kurz vor dem Ersten Weltkrieg. Zur damaligen Zeit bevorzugte Koban schlichte, zweigeschossige Hauskuben mit markanten, weit heruntergezogenen Walmdächern. Diese Bauten entstanden nach Vorbildern süddeutscher Bauernhäuser. In Darmstadt gibt es mehrere Landhäuser mit Walmdach oder Krüppelwalmdach, die von Koban in diesem Stil geplant wurden.
Zu den typischen Details an Haus Kremer gehören:
- hell verputztes Erdgeschoss
- mit Holzschindeln verkleidete, zweigeschossige Giebel mit breitem Fensterband
- Krüppelwalmdach
- Biberschwanzdeckung

Das Gebäude wurde im Zweiten Weltkrieg stark beschädigt. In der Nachkriegszeit wurde das Haus Kremer von Koban und Kremer weitgehend originalgetreu rekonstruiert. Im Jahre 1958 wurde das Anwesen durch eine Garage ergänzt. Die Einfriedung besteht aus einem Landhaus-typischen Staketenzaun.

## Varia
Im Haus Kremer wohnte der Bildhauer Lutz Brockhaus.

## Denkmalschutz
Stilistisch gehört das Haus Kremer zu den traditionalistisch gestalteten Stadthäusern.
Aus architektonischen und stadtgeschichtlichen Gründen ist das Gebäude ein Kulturdenkmal.